# 赛赤·罗桑丹贝坚赞
赛赤·罗桑丹贝坚赞（藏語：བལོ་བཟང་བསྟན་པའི་རྒྱལ་མཚན，威利转写：blo bzang bstan pa'i rgyal mtshan；1933年—1960年），男，藏族，青海化隆人，第十二世（计追认）赛赤活佛。

## 生平
1939年，赛赤·罗桑丹贝坚赞出家并在塔尔寺坐床，正式继任赛赤活佛。1955年，任塔尔寺法台。历任中国佛教协会第一副会长、全国青联委员、青海省人大代表、青海省政协委员、黄南藏族自治州副州长等职务。1956年，曾经到莫斯科参加世界青年联欢节。
1958年，藏区推行宗教改革时，被捕入狱。1960年，在狱中圆寂。